# Loxotephria padanga
Loxotephria padanga är en fjärilsart som beskrevs av Swinhoe 1909. Loxotephria padanga ingår i släktet Loxotephria och familjen mätare. Inga underarter finns listade i Catalogue of Life.